# Louisa Chirico
Louisa Chirico (født 16. maj 1996 i Morristown, New Jersey, USA) er en professionel tennisspiller fra USA.